# Desa Sidowarek (administrativ by i Indonesien, lat -7,65, long 112,24)
Desa Sidowarek är en administrativ by i Indonesien.   Den ligger i provinsen Jawa Timur, i den västra delen av landet, 600 km öster om huvudstaden Jakarta.